# Estadio Venezuela
El Estadio Venezuela también llamado Estadio Venezuela-Maestro Coa de Barcelona es un estadio múltipropósito localizado en el Barrio Buenos Aires del Municipio Simón Bolívar, entre el Palacio de Justicia y el Campo Freites y entre la Avenida 5 de julio y la calle 7 Mongas, en la ciudad de Barcelona la capital del estado Estado Anzoátegui al noreste del país sudamericano de Venezuela. Se trata de una propiedad pública que es gestionada por el Instituto de Deportes (Idea) del gobierno del Estado Anzoátegui.
El estadio fue sometido a remodelaciones y mejoras entre los años 2012 y 2013 que incluyeron la instalación de Grama artificial, con una inversión en una primera fase de 7 millones de bolívares.